# Boris Słucki
Boris Abramowicz Słucki (ros. Бори́с Абра́мович Слу́цкий, ur. 7 maja 1919 w Słowiańsku, zm. 22 lutego 1986 w Tule) – radziecki poeta.

## Życiorys
Uczył się w Charkowie, od 1937 mieszkał w Moskwie, w 1941 ukończył studia w Instytucie Literackim im. Gorkiego i zaczął publikować swoje wiersze. Podczas wojny z Niemcami został zmobilizowany, walczył na froncie m.in. jako politruk, był ciężko ranny. Po wojnie, ponownie zaczął pisać wiersze w 1953. W 1957 opublikował zbiór wierszy Pamjat, w 1959 Wriemia, w 1961 Siewodnia i wcziera, w 1964 Rabota, w 1969 Sowriemiennyje Istorii, w 1971 Godowaja Striełka, a w 1973 Dobrota dnia. Tworzył m.in. utrzymywaną w tonie dramatycznym lirykę związaną z przeżyciami wojennymi i wiersze będące świadectwem żydowskiego pochodzenia autora, a także utwory o tematyce współczesnej z akcentami publicystycznymi, często o wymowie antystalinowskiej. Był prekursorem poetyckiej odnowy okresu odwilży. Tłumaczył też polską poezję, m.in. utwory Słowackiego i Gałczyńskiego, a także poezję niemiecką i angielską, i pisał artykuły o polskiej literaturze. W 1964 ukazał się polski wybór jego wierszy pt. Pamięć. Polskie przekłady jego twórczości ukazały się też w Antologii poezji radzieckiej (1979), antologii Okno otwarte na sad (1988) i Antologii wolnej literatury rosyjskiej (1992). Pochowany na Cmentarzu Piatnickim w Moskwie.

## Odznaczenia
- Order Wojny Ojczyźnianej I klasy
- Order Wojny Ojczyźnianej II klasy
- Order Czerwonej Gwiazdy
- Order Znak Honoru

i medale.